# 柴辻政彦
柴辻 政彦（しばつじ まさひこ、1935年 - ）は美術評論家。京都府京都市生まれ。1959年立命館大学法学部卒業。美術工芸研究所主宰。1996年までは自身でも窯業に携わるなど、陶芸家としても活躍。

## 主な著作（共著）
- 「塼塔」鹿島出版社
- 「アートに学ぶ」思文閣出版
- 「ダブル・スタンダードの芸術」淡交社
- 「芸術の摂理」淡交社
- 「聖別の芸術」淡交社
- 「冒険する造形作家たち」淡交社
- 「建築セラミックタイルの知識」
- 「現代日本の陶芸家と作品」全三巻　小学館